# Guigmundo de Iorque
Guigmundo (em latim: Guigmundus; em inglês antigo: Igmunp, Vicmund, Vigmund, Vimund, Vigmand, Vigmua, Vigmud, Vignd, Vigmuhd, Vigmund, Vignund, Vigiiund, Eigmund,) foi arcebispo de Iorque entre 837 e 854. Era filho de Lupo, de quem recebeu uma carta em 851 pedindo a renovação do laço de amizade entre Ferrières e Iorque após um período no qual foram capazes de apenas oferecer preces uma a outra.